# Marcel Leborgne
Pour l’article ayant un titre homophone, voir Marcel Le Borgne (football).
Pour les articles homonymes, voir Leborgne.
Marcel Leborgne est un architecte belge né à Gilly le 15 avril 1898 et mort à Charleroi le 22 janvier 1978, membre d'une famille d'architectes. Son œuvre, moderniste pour l'essentiel, même si son parcours est en marge du mouvement moderne en Belgique, est avant tout carolorégienne.

## Biographie

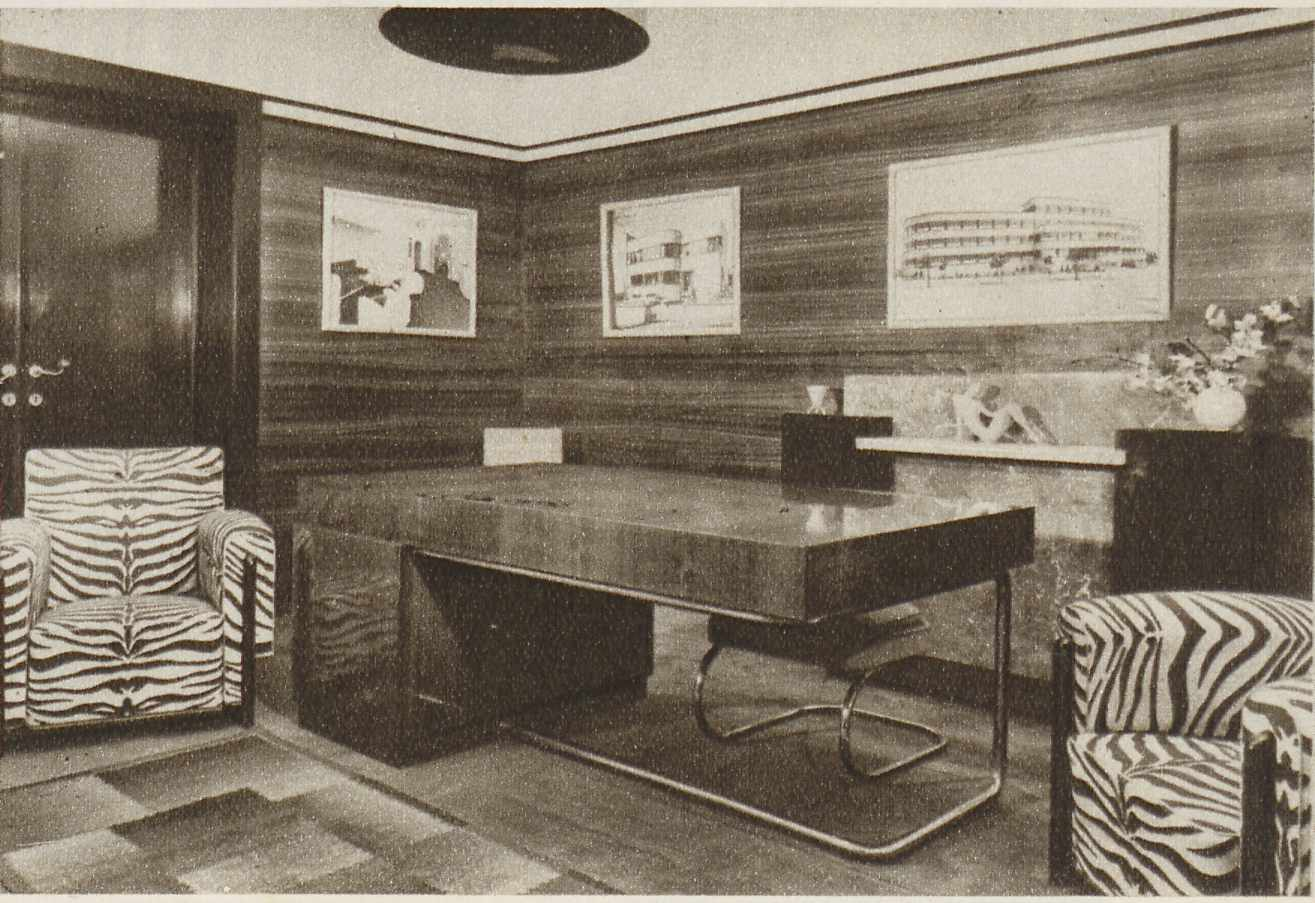
Le bureau de l’architecte Marcel Leborgne (1939).

Marcel Amand Jules Ernest Leborgne est le fils d'Hector Leborgne, ingénieur architecte, et d'Élise Moors. Il fait ses études secondaires chez les Jésuites au Collège du Sacré-Cœur de Charleroi, puis en architecture à Saint-Luc (Tournai puis Bruxelles) où il recevra son diplôme en 1922.
Il débute en travaillant avec son frère Henri, essentiellement sur la reconstruction de Wijtschate, de 1921 à 1926, une commune proche d’Ypres écrasée lors de la Première Guerre mondiale. Là, il entre en contact avec les idées modernistes notamment celles de Victor Bourgeois.
La majeure partie de son œuvre est construite dans l'entre-deux-guerres. Il s'agit principalement de villas, immeubles de logements et bâtiments de services.
Victime d'une thrombose qui le paralyse partiellement en 1947, il se consacre plus à l'urbanisme et à la peinture. Il délègue alors à ses collaborateurs et ses rares projets d'architecture n'auront plus le lyrisme qu'on admirait auparavant chez lui.

## Influences et style

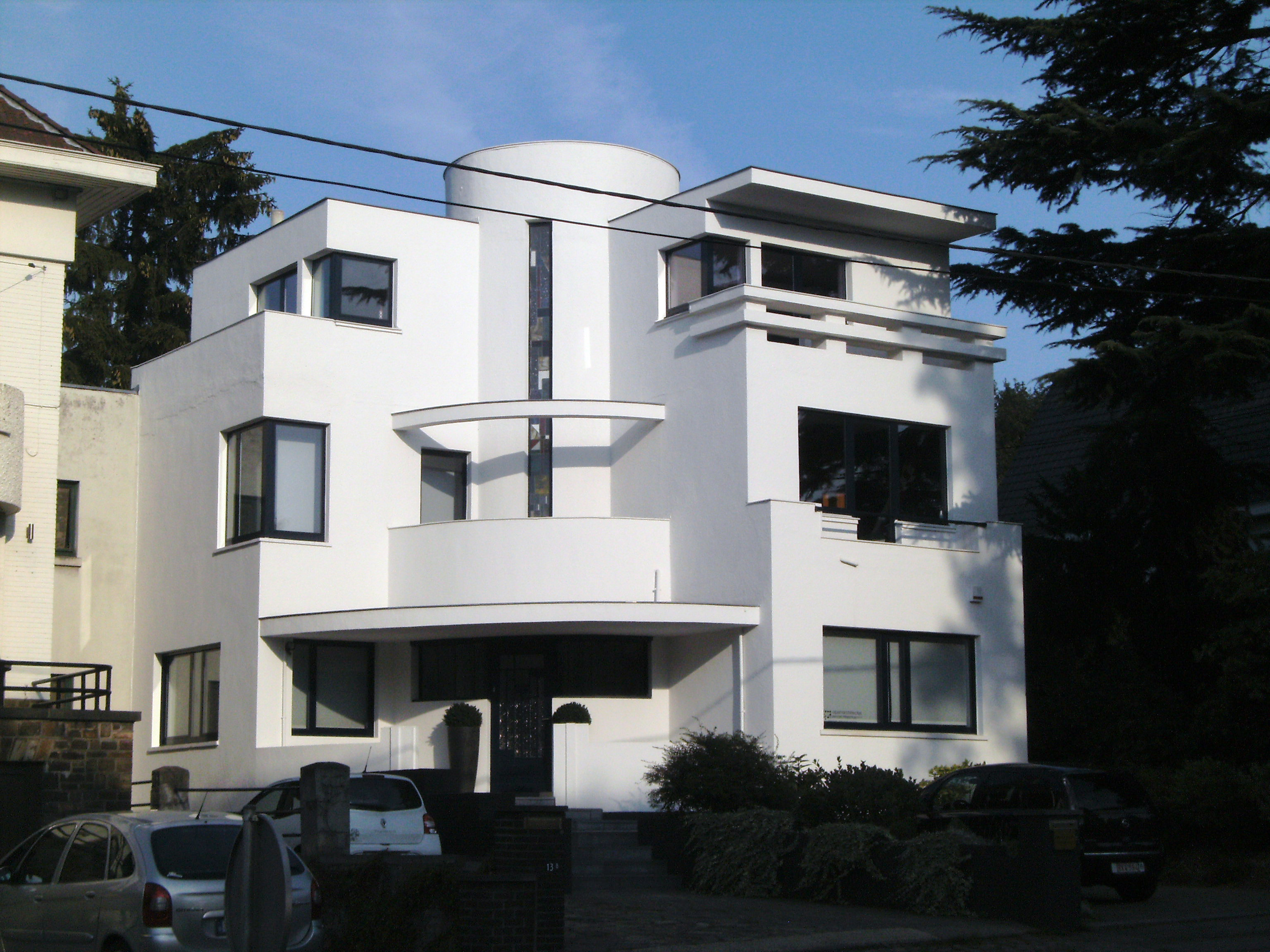
Maison, route de Philippeville à Loverval. Construction 1930. Cette maison présente une grande proximité artistique avec Robert Mallet-Stevens et la villa Martel.

Outre celle de Victor Bourgeois, Marcel Leborgne subit également l'influence de grands maîtres tels que Le Corbusier, Robert Mallet-Stevens,, le courant De Stijl et même Frank Lloyd Wright dans la villa qu'il construit pour lui-même à Loverval en 1929.
Moderniste pour l'essentiel, son œuvre est cependant en marge du mouvement moderne en Belgique. Son art est personnel, caractérisé par la vigueur des compositions et un goût pour la scénographie. Marcel Leborgne adopte une voie hybride qui associe le rationalisme italien, des influences corbuséennes et le style paquebot. Elle peut être mise en parallèle avec Mallet-Stevens. Tous deux atténuent l'ascétisme moderniste par des touches Art déco, l'introduction inattendue de pergolas et de vitraux aux motifs abstraits.

## Œuvres

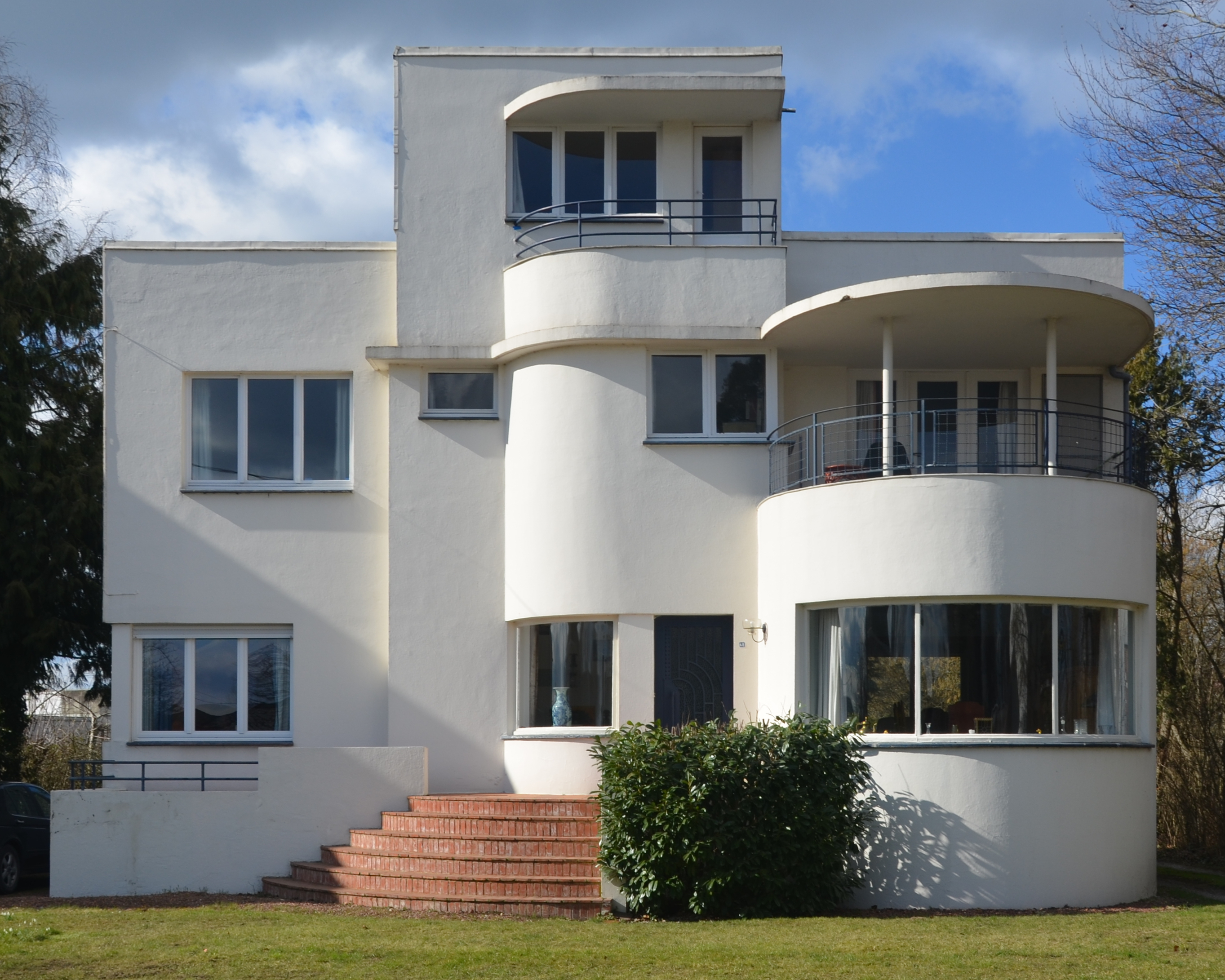
Villa Malter à Mariembourg

Même s'il rayonne au-delà de son pays natal, notamment à Mariembourg (villa Malter, 1933), Namur (villa Liber), Bruxelles (villas Lemort, 1934), Saint-Idesbald (villa Le Carbet, 1937) et Rhode-Saint-Genèse, où il construit sa réalisation la plus spectaculaire en collaboration avec son frère, la villa Dirickz (1933), c'est à Charleroi qu'il concentre ses efforts et c'est là que se trouve son œuvre la plus connue. Il est indissociablement lié au patrimoine de Charleroi où plusieurs de ses constructions ont été classées.
Intéressé par les nouveaux programmes sociaux destinés à améliorer le sort des classes défavorisées, il construit deux œuvres majeures. La maternité Reine Astrid à Charleroi (1936-1937, avec Raymond Van Hove), et la Cité de l’Enfance à Marcinelle (1938, avec Raymond Van Hove et Victor Bourgeois ; 1947-1953, avec Victor Bourgeois), orphelinat conçu comme une cité-jardin.

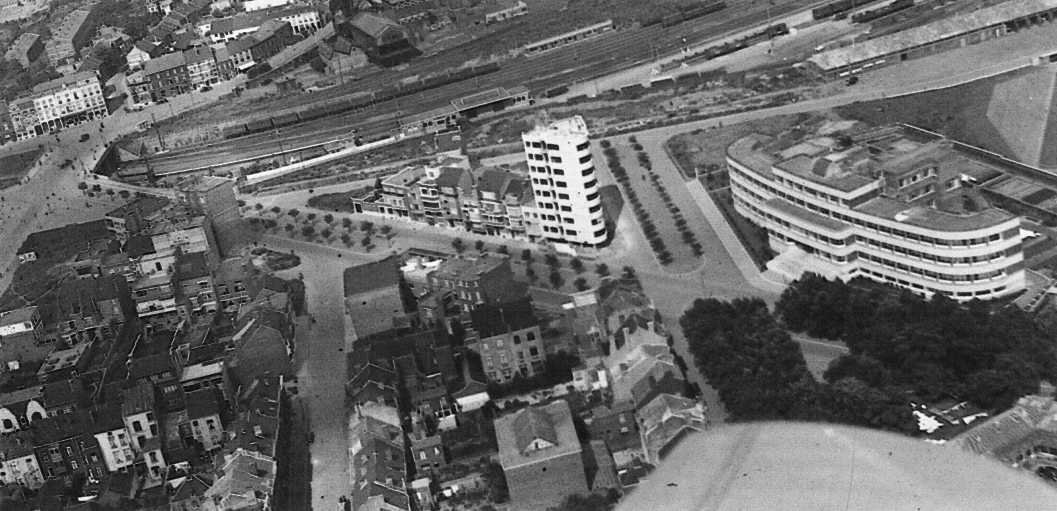
Charleroi, boulevards Dewandre et Drion en 1939. À droite, la maternité Reine Astrid, au centre immeuble à appartement Moreau avec à gauche, la maison Mattot, toutes trois œuvres de Marcel Leborgne.

Il construit et soutient la construction de logements organisés sur des bases plus collectives. Par exemple, la résidence Albert, avenue Meurée à Marcinelle (1937-1938), l'immeuble Moreau au boulevard Dewandre à Charleroi (1938), la résidence du Moulin au boulevard Tirou à Charleroi (1948).
L'immeuble Dickmans, situé dans la Grande-Rue à Charleroi, peut être considéré comme un prototype des immeubles d'appartements d'angle qui seront construits à la fin des années 1930. L'une de ses dernières créations suivant cette typologie urbaine est la maison Dolpire. Un bâtiment moderniste peu connu, situé entre la rue Charles Dupret et la rue de Charleville dans la ville basse de Charleroi.
En plus de ces projets à impact urbain, Marcel Leborgne réalise également des bâtiments collectifs plus petits ou pour des particuliers. Par exemple, la résidence Université, l'immeuble Marin et la maison Druard sur le boulevard Gustave Roullier (1935). La maison Mattot sur le boulevard Dewandre à Charleroi (1937) et l'immeuble Henry de l'autre côté du même boulevard (1938).
Avec Joseph André, il réalise l'urbanisation du boulevard Joseph Tirou à Charleroi. La qualité de ce projet lui permet d'être nommé en 1951 au Conseil technique de l'Urbanisme à Bruxelles.
« Il créait une architecture simple, réelle et fonctionnelle. Seules les formes comptaient pour lui et toute décoration inutile ou superflue était radicalement proscrite » a écrit un de ses confrères, Édouard Bouillart. Sa vision d'un fonctionnalisme sans sécheresse, plus sentimentale et raffinée, s'adaptant aux besoins du commanditaire, lui vaut parfois des critiques, mais surtout, le titre de « constructeur lyrique ».

### Œuvres classées
Après un temps d'oubli, la démolition de la maternité, chère au cœur des habitants de Charleroi, dans les années 1980 sous le bourgmestre Jean-Claude Van Cauwenberghe, marqua le début d'un regain d'intérêt pour l'œuvre de Marcel Leborgne.
En 2023, cinq des constructions de Marcel Leborgne sont classées au patrimoine.

#### Villa Dirickz à Rhode-Saint-Genèse

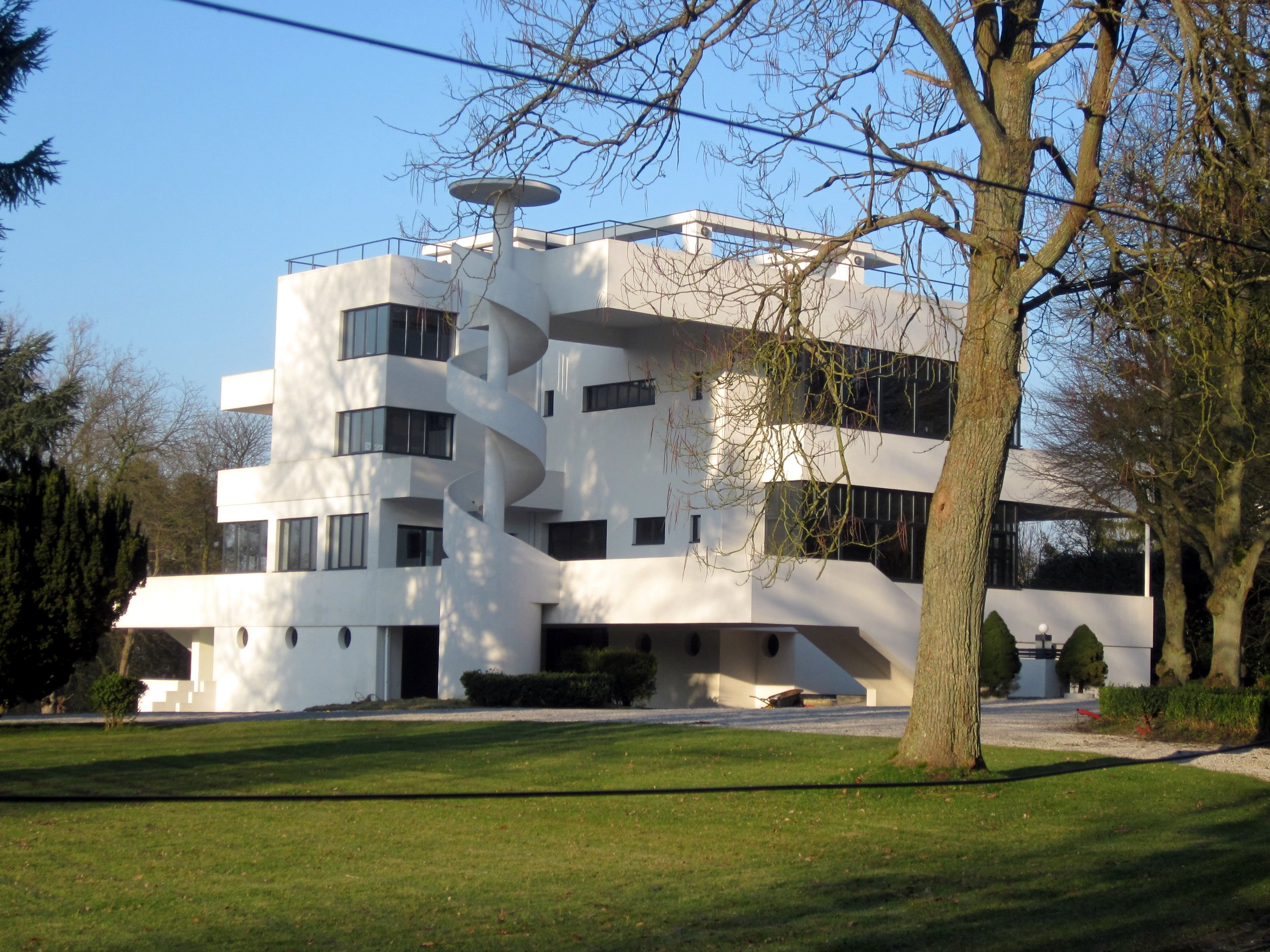
La Villa Dirickz à Rhode-Saint-Genèse, côté rue.

Construite en 1929-1933 en collaboration avec son frère Henri, c'est la réalisation la plus spectaculaire de Marcel Leborgne. Elle fut construite pour Henri Dirickz (parfois orthographié erronément Dirickx), directeur général des Forges de Clabecq, dont il fut commissaire de 1946 à 1950 et administrateur de 1950 à 1979.
La villa s'inscrit dans un cube virtuel de 25 mètres de côté. Elle présente deux faces ambivalentes. Côté rue, ses fenêtres horizontales sont clairement dans l'esprit de Le Corbusier. Côté jardin, la façade symétrique est d'inspiration Art déco. L'atrium est centré autour d'un bassin qui donne un aspect théâtral à l'ensemble. Il semble inspiré du décor dessiné par Robert Mallet-Stevens pour le film L'Inhumaine de Marcel L'Herbier. La villa servit d'ailleurs de décor. Jacques Deray y tourna un film avec Alain Delon, L'Ours en peluche, et Goffin, François Schuiten et Benoît Peeters l’utilisèrent dans leur bande dessinée, Plagiat.
Elle restera la propriété de la famille du maître d'œuvre jusque dans les années 1980. Le bâtiment sera classé en 1990. Néanmoins, il se dégrade peu à peu. Il sera racheté fin 2007 par un particulier, Alexander Cambron qui le restaure à l'identique et le modernise avec l'accord des Monuments et Sites.

#### Constructions classées à Charleroi
Quatre des constructions de Marcel Leborgne ont été classées à Charleroi.
L'immeuble dit « Piano De Heug » fut construit en 1933, vraisemblablement en collaboration avec son frère Henri. Classé en 1995.
La maison du sculpteur Alphonse Darville, la Villa Darville à Mont-sur-Marchienne. Construite en 1937, classée en 1998.
La résidence Albert à Marcinelle fut construite en 1937-1938 et classée en 2010,,.
La Cité de l'Enfance à Marcinelle, est un ancien orphelinat de type pavillonnaire bâti en 1938 sur un terrain arboré de plus de 5 ha. Il se compose d'une vingtaine de bâtiments à étage en brigues rouges et ocre sous une toiture plate. De larges baies rectangulaires à encadrement en grès blanc éclairent les pièces d'habitations. L'ensemble fut classé en avril 2013.

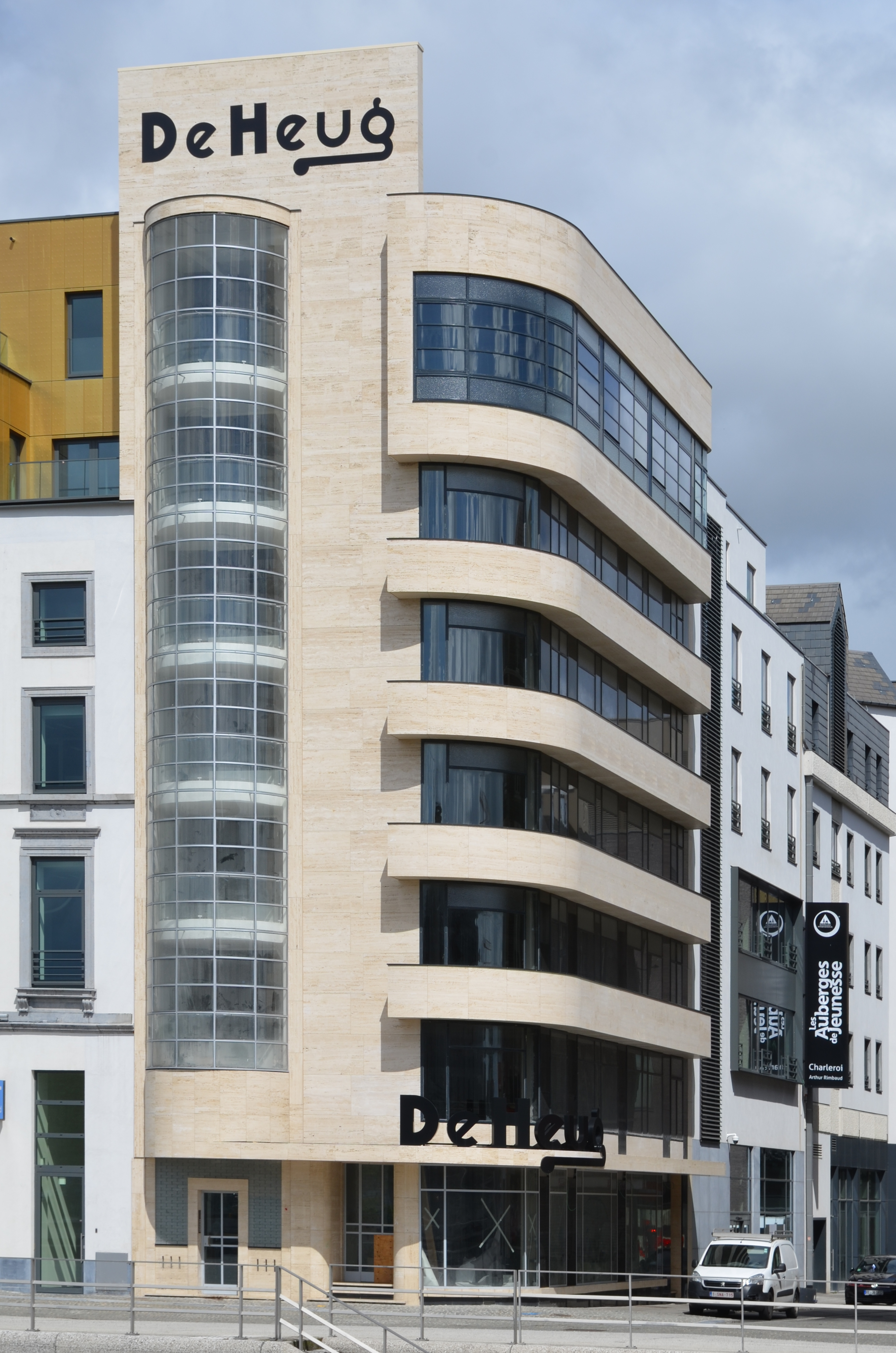
Immeuble De Heug à Charleroi.
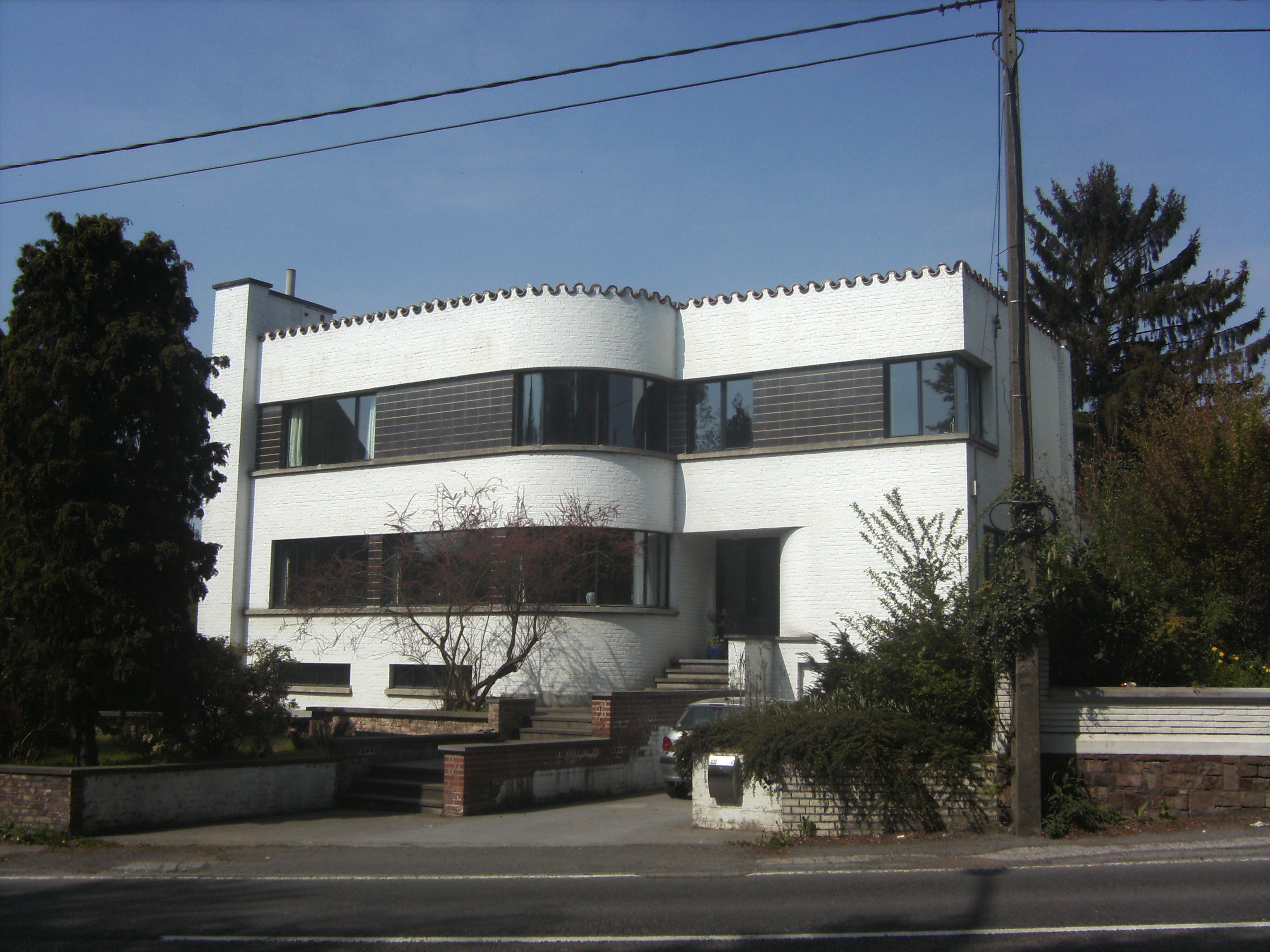
Villa Darville à Mont-sur-Marchienne
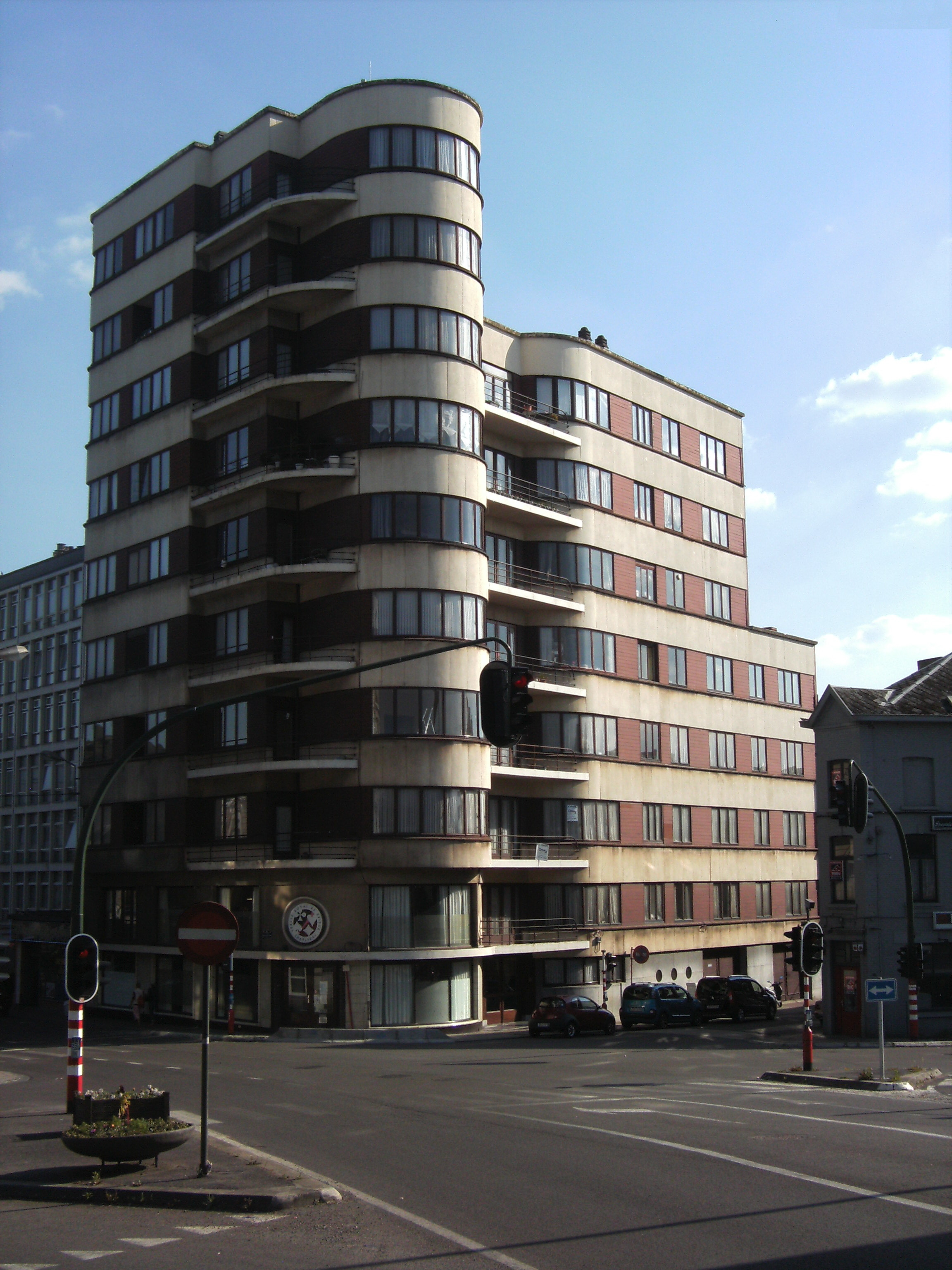
Résidence Albert à Marcinelle
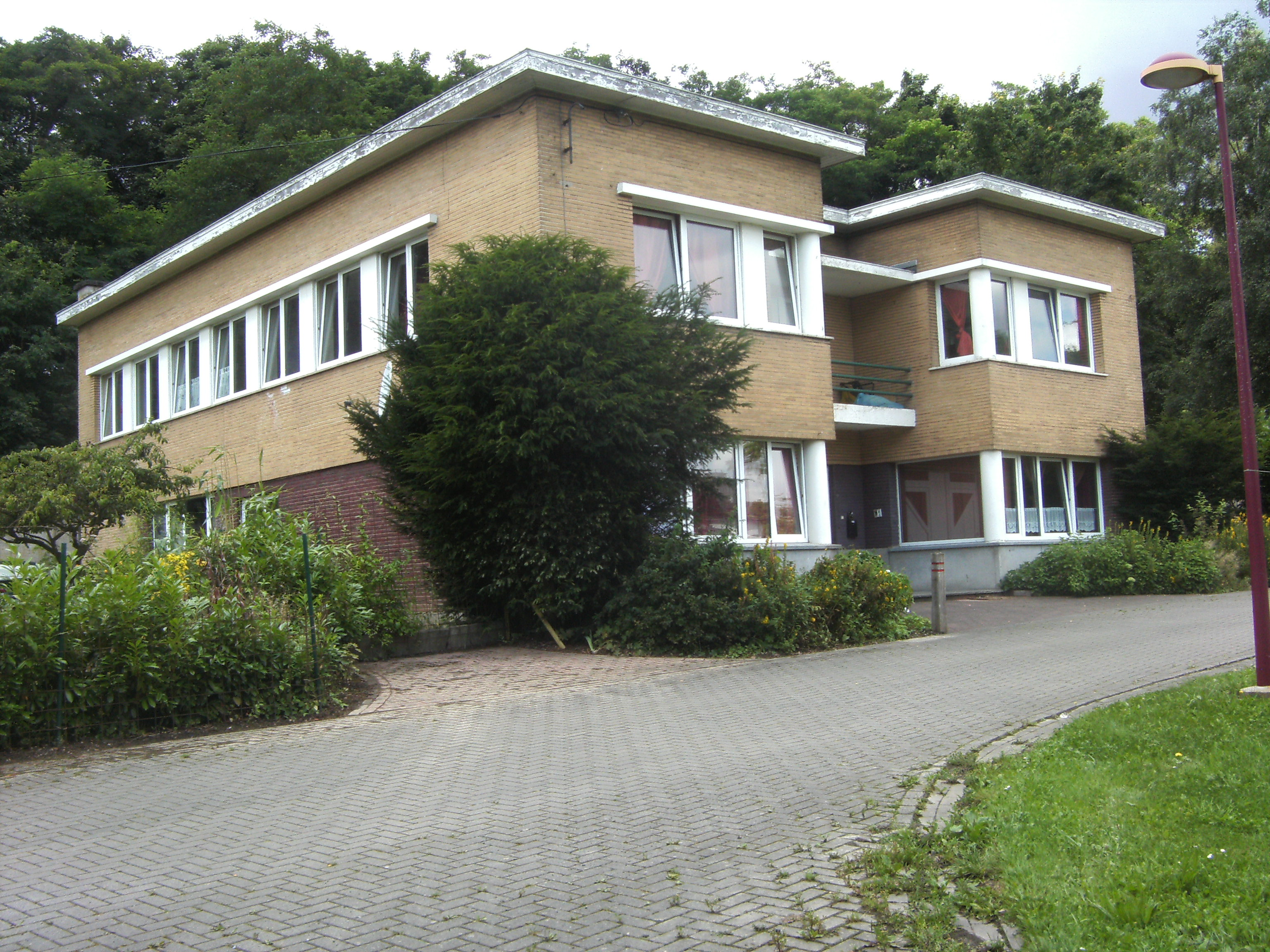
Pavillon de la Cité de l'Enfance à Marcinelle.